# Карлос Ньютон
Карлос Ньютон (англ. Carlos Newton; 17 серпня 1976, Ангілья, Канада) — канадський спортсмен, професійний боєць змішаних бойових мистецтв, один з ветеранів цього бійцівського стилю. Колишній чемпіон у середній вазі за версією Бійцівського чемпіонату PRIDE та за версією UFC. 
Виступав на аренах таких чемпіонатів, як: Чемпіонат K-1, Бійцівський чемпіонат PRIDE, UFC, Shooto та МБЛ.